# Pweto flygplats
Pweto flygplats är en statlig flygplats vid orten Pweto i Kongo-Kinshasa. Den ligger i provinsen Haut-Katanga, i den sydöstra delen av landet, 1 600 km öster om huvudstaden Kinshasa. Pweto flygplats ligger 1 044 meter över havet. IATA-koden är PWO och ICAO-koden FZQC. Landningsbanan asfalterades 2013 men flygplatsen saknar reguljära förbindelser.